# Хаджиниколов, Иван
Иван Атанасов Хаджиниколов, Хаджията, до 1945 года — Иванъ хаджи Николовъ, (24 декабря 1861, Кукуш, Османская империя (совр. Греция) — 9 июля 1934, София, Болгария) — болгарский революционер, учитель и публицист, участник болгарского национально-освободительного движения в Македонии, один из основателей ВМОРО.

## Биография
Родился 24 декабря 1861 года в болгарском южномакедонском городе Кукуш, который тогда находился на территории Османской империи (сегодня Килкис, Греция). Окончил болгарскую двухклассную школу в Кукуше, а затем помогал отцу в торговле.. После освобождения Болгарии он был приглашен Петром Шапкаревым поехать в Болгарию и преподавать в селе. Иван Хаджиниколов пишет: Когда я ступил на свободную болгарскую землю, меня охватило радостное и мистическое чувство, я упал на колени, перекрестился и несколько раз поцеловал землю. (Когато стъпих на свободна българска земя, обзе ме едно радостно и мистично чувство, паднах на колене, прекръстих се и целунах земята няколко пъти).